# Kategoria e Parë 1948
Die Kategoria e Parë 1948 (sinngemäß: Erste Liga) war die elfte Austragung der albanischen Fußballmeisterschaft und wurde vom nationalen Fußballverband Federata Shqiptare e Futbollit ausgerichtet. Die Saison begann am 21. März und endete am 25. August 1948.

## Spielmodus
Die Liga wurde im Vergleich zum Vorjahr wieder von neun auf vierzehn Teams vergrößert und erreichte damit ihre bis dahin größte Ausdehnung. Apolonia Fier, Besa Kavaja, Spartaku Kuçova und 8 Nëntori Shijak, bis 1946 noch als Erzeni Shijak, kehrten nach einem Jahr Pause in die Liga zurück. Fünfter Neuling war KS Traktori Lushnja, das seine erste Saison in der Kategoria e Parë absolvierte. Titelverteidiger war der FK Partizani Tirana.
Wie schon in den ersten beiden Spieljahren nach dem Krieg wurden die Teilnehmer in zwei Staffeln eingeteilt, in denen die Mannschaften zweimal gegeneinander antraten. In der Gruppe A spielten sechs Teams, in der Gruppe B acht.
Insgesamt fielen 325 Tore, was einem Schnitt von 3,8 Treffern pro Partie entspricht. Torschützenkönig wurde Zihni Gjinali von Partizani Tirana mit elf Treffern.

## Vereine
| Verein                | Logo                                  | Stadt       | Gruppe |
| --------------------- | ------------------------------------- | ----------- | ------ |
| KS Ylli i Kuq Durrës  | Logo Teuta Durrës                     | Durrës      | A      |
| Bashkimi Elbasan      | Logo KS Elbasani                      | Elbasan     | B      |
| Dinamo Korça          | Logo Skënderbeu                       | Korça       | A      |
| KS Vllaznia Shkodra   | Logo FK Vllaznia Shkoder              | Shkodra     | A      |
| KS 17. Nëntori Tirana | Logo SK Tirana                        | Tirana      | A      |
| KS Flamurtari Vlora   | Logo Flamurtari Vlora                 | Vlora       | B      |
| Shqiponja Gjirokastra | Vereinslogo von Luftëtari Gjirokastër | Gjirokastra | B      |
| FK Partizani Tirana   | Logo FK Partizani Tirana              | Tirana      | A      |
| FK Tomori Berat       | Vereinslogo von FK Tomori             | Berat       | B      |
| KS Besa Kavaja        | Logo KS Besa Kavajë                   | Kavaja      | A      |
| Apolonia Fier         | Logo Apolonia Fier                    | Fier        | B      |
| 8 Nëntori Shijak      | Logo Erzeni Shijak                    | Shijak      | B      |
| Spartaku Kuçova       |                                       | Kuçova      | B      |
| KS Traktori Lushnja   | Logo von KS Lushnja                   | Lushnja     | B      |

## Gruppe A
Ein knappes Rennen um den Platz in den Finalspielen gab es in Gruppe A. Nur dank des besseren Torverhältnisses setzte sich Titelverteidiger Partizani Tirana nach zehn absolvierten Spielen gegen Vorjahresvizemeister Vllaznia Shkodra durch. Mit Rückstand folgte Rekordmeister 17 Nëntori Tirana auf Gruppenplatz drei vor Ylli i Kuq Durrës. Am Ende der Sechser-Staffel lagen Neuling Besa Kavaja und Dinamo Korça, beide ohne Sieg. Weil sich die beiden Führenden schnell abgesetzt hatten, verzichteten Nëntori, Durrës und Kavaja auf das letzte Gruppenspiel. Schlusslicht Dinamo wies sogar drei Spiele weniger als die beiden Ersten auf.
Tabelle
| Pl. | Verein                  | Sp. | S | U | N | Tore    | Quote | Punkte |
| --- | ----------------------- | --- | - | - | - | ------- | ----- | ------ |
| 1.  | FK Partizani Tirana (M) | 10  | 8 | 1 | 1 | 034:800 | 4,25  | 17:30  |
| 2.  | KS Vllaznia Shkodra     | 10  | 8 | 1 | 1 | 026:700 | 3,71  | 17:30  |
| 3.  | KS 17. Nëntori Tirana   | 9   | 4 | 2 | 3 | 009:900 | 1,00  | 10:80  |
| 4.  | KS Ylli i Kuq Durrës    | 9   | 3 | 2 | 4 | 012:160 | 0,75  | 08:10  |
| 5.  | KS Besa Kavaje (N)      | 9   | 0 | 1 | 8 | 007:230 | 0,30  | 01:17  |
| 6.  | Dinamo Korça            | 7   | 0 | 1 | 6 | 006:330 | 0,18  | 01:13  |

| (M) | amtierender albanischer Meister |
| (N) | Neuaufsteiger                   |

Kreuztabelle
| Gruppe A              | FK Partizani Tirana | KS Vllaznia Shkodra | SK 17. Nëntori Tirana | KS Ylli i Kuq Durrës | KS Besa Kavaje | Dinamo Korça |
| FK Partizani Tirana   |                     | 1:0                 | 4:1                   | 9:0                  | 6:1            | 7:0          |
| KS Vllaznia Shkodra   | 4:1                 |                     | 1:0                   | 2:0                  | 6:0            | 4:1          |
| KS 17. Nëntori Tirana | 1:2                 | 0:0                 |                       | 1:0                  | 3:1            | 1:0          |
| KS Ylli i Kuq Durrës  | 1:1                 | 1:2                 | 0:0                   |                      | 6:1            | 1:0          |
| KS Besa Kavaje        | 0:1                 | 2:5                 | 1:2                   | 0:3                  |                | 1:1          |
| Dinamo Korça          | 0:2                 | 1:2                 | -:- 1                 | -:- 1                | -:- 1          |              |

## Gruppe B
Flamurtari Vlora setzte sich in Gruppe B knapp mit einem Punkt vor Bashkimi Elbasan und dem starken Neuling Apolonia Fier durch. Auf den Rängen vier und fünf folgten Shqiponja Gjirokastra und 8 Nëntori Shijak. Traktori Lushnja erreichte in seiner ersten Erstliga-Spielzeit den sechsten Gruppenrang noch vor Tomori Berat und Spartaku Kuçova. Für die folgende Saison meldete allerdings Shqiponja Gjirokastra nicht mehr. Gjirokastra, Traktori, Tomori Berat und Spartaku stiegen in die damals noch zweitklassige und neue Kategoria e dytë ab.
Tabelle
| Pl. | Verein                  | Sp. | S | U | N  | Tore    | Quote | Punkte |
| --- | ----------------------- | --- | - | - | -- | ------- | ----- | ------ |
| 1.  | KS Flamurtari Vlora     | 14  | 8 | 4 | 2  | 047:190 | 2,47  | 20:80  |
| 2.  | Bashkimi Elbasan        | 14  | 7 | 5 | 2  | 034:150 | 2,27  | 19:90  |
| 3.  | Apolonia Fier (N)       | 14  | 7 | 5 | 2  | 031:200 | 1,55  | 19:90  |
| 4.  | Shqiponja Gjirokastra   | 14  | 6 | 4 | 4  | 031:230 | 1,35  | 16:12  |
| 5.  | 8 Nëntori Shijak (N)    | 14  | 5 | 5 | 4  | 023:250 | 0,92  | 15:13  |
| 6.  | KS Traktori Lushnja (N) | 14  | 4 | 2 | 8  | 022:340 | 0,65  | 10:18  |
| 7.  | FK Tomori Berat         | 14  | 3 | 3 | 8  | 018:320 | 0,56  | 09:19  |
| 8.  | Spartaku Kuçova (N)     | 14  | 1 | 2 | 11 | 017:550 | 0,31  | 04:24  |

| (N) | Neuaufsteiger |

Kreuztabelle
| Gruppe B              | KS Flamurtari Vlora | Bashkimi Elbasan | KF Apolonia Fier | Shqiponja Gjirokastra | KF Erzeni Shijak | KS Traktori Lushna | FK Tomori Berat | Spartaku Kuçova |
| KS Flamurtari Vlora   |                     | 1:1              | 6:2              | 5:0                   | 5:1              | 5:1                | 5:3             | 9:0             |
| Bashkimi Elbasan      | 1:0                 |                  | 3:1              | 2:2                   | 5:0              | 6:1                | 3:3             | 6:0             |
| Apolonia Fier         | 2:2                 | 1:1              |                  | 4:0                   | 1:1              | 4:1                | 4:0             | 2:0             |
| Shqiponja Gjirokastra | 4:1                 | 1:1              | 0:1              |                       | 2:2              | 3:1                | 3:0             | 7:0             |
| 8 Nëntori Shijak      | 1:4                 | 2:0              | 0:0              | 2:2                   |                  | 0:0                | 5:1             | 4:2             |
| KS Traktori Lushnja   | 2:2                 | 0:1              | 2:4              | 1:3                   | 2:0              |                    | 2:1             | 5:2             |
| FK Tomori Berat       | 0:0                 | 0:2              | 1:2              | 0:2                   | 0:2              | 2:1                |                 | 3:1             |
| Spartaku Kuçova       | 1:2                 | 1:4              | 3:3              | 3:2                   | 1:3              | 1:3                | 2:2             |                 |

## Finalspiel
Nur ein Finalspiel um den Meistertitel fand 1948 statt. In einer torreichen Partie in Tirana setzte sich Gastgeber Partizani auch dank eines Viererpacks von Zihni Gjinali mit 6:2 gegen Flamurtari Vlora durch und verteidigte den albanischen Meistertitel. Vlora wurde zum zweiten Mal in den vergangenen drei Jahren Vizemeister.
| Datum           |                     | Ergebnis  |                     | Torschützen | Ort |
| --------------- | ------------------- | --------- | ------------------- | --- | --- |
| 25. August 1948 | FK Partizani Tirana | 6:2 (3:1) | KS Flamurtari Vlora | 0:1 Bezhani (8.), 1:1 Biçaku (25.), 2:1 Gjinali (29.), 3:1 Gjinali (43.), 4:1 Gjinali (56.), 5:1 Gjinali (72.), 6:1 Shaqiri (74.), 6:2 Daija (88.)\|\| Tirana |     |

## Die Mannschaft des Meisters Partizani Tirana
| 1.                       | Partizani Tirana |
| Logo FK Partizani Tirana | Alfred Bonati, Muhamet Dibra, Xhevdet Shaqiri, Rexhep Lacej, Sllave Llambi, Hivzi Sakiqi, Besim Fagu, Bimo Fakja, Zyber Lisi, Aristidh Parapani, Zihni Gjinali, Vasif Bicaku, Hamdi Bakalli, Alush Merhori – Trainer: Sllave Llambi. |